# John Scherrenburg
John Scherrenburg, född 23 oktober 1963 i Ede, är en nederländsk vattenpolospelare.
Scherrenburg deltog i den olympiska vattenpoloturneringen vid olympiska sommarspelen 1992 i Barcelona där Nederländerna slutade på nionde plats.